# Jason Stoltenberg
Pour les articles homonymes, voir Stoltenberg.
Jason Stoltenberg, né le 4 avril 1970 à Narrabri, est un joueur de tennis australien. Devenu entraîneur par la suite, il a notamment été l'entraîneur de son compatriote Lleyton Hewitt entre 2001 et 2003.
Comme joueur, il a remporté 4 titres ATP en simple et 5 en double.

## Parcours dans lesMasters 1000
| Année | Indian Wells          | Miami                 | Monte-Carlo | Rome                | Hambourg | Canada              | Cincinnati              | Stockholm puis Essen puis Stuttgart | Paris                     |
| ----- | --------------------- | --------------------- | ----------- | ------------------- | -------- | ------------------- | ----------------------- | ----------------------------------- | ------------------------- |
| 1990  | -                     | -                     | -           | -                   | -        | 2e tour A. Mansdorf | 2e tour J. Courier      | -                                   | -                         |
| 1991  | -                     | 1er tour J. Siemerink | -           | -                   | -        | -                   | 2e tour W. Ferreira     | -                                   | 2e tour P. Korda          |
| 1992  | -                     | 2e tour A. Cherkasov  | -           | -                   | -        | 2e tour C. Pridham  | 1er tour A. Cherkasov   | -                                   | -                         |
| 1993  | 2e tour J. Grabb      | 3e tour A. Agassi     | -           | -                   | -        | 2e tour M. Pernfors | 1/4 de finale M. Chang  | 1er tour M. Larsson                 | 1er tour J. Palmer        |
| 1994  | 1er tour P. Rafter    | 3e tour S. Edberg     | -           | -                   | -        | Finale A. Agassi    | 1/4 de finale M. Chang  | 1er tour P. Rafter                  | 2e tour A. Agassi         |
| 1995  | 1er tour L. Roux      | 2e tour V. Spadea     | -           | 1er tour S. Doseděl | -        | 2e tour M. Hadad    | 1er tour M. Woodforde   | -                                   | -                         |
| 1996  | 1er tour T. Martin    | 2e tour M. Chang      | -           | -                   | -        | 2e tour D. Vacek    | 1/8 de finale T. Muster | 1er tour M. Gustafsson              | 1er tour B. Black         |
| 1997  | 1er tour C. Pioline   | 2e tour S. Bruguera   | -           | -                   | -        | -                   | 1er tour T. Woodbridge  | -                                   | -                         |
| 1998  | 1er tour T. Haas      | 1er tour G. Blanco    | -           | -                   | -        | 1er tour A. Costa   | 1er tour D. Vacek       | 2e tour G. Rusedski                 | 1/8 de finale G. Rusedski |
| 1999  | 1er tour T. Johansson | 3e tour C. Moyà       | -           | 2e tour D. Prinosil | -        | 2e tour J. Novák    | 1er tour J. Gimelstob   | -                                   | -                         |
| 2000  | -                     | -                     | -           | -                   | -        | -                   | -                       | -                                   | -                         |
| 2001  | -                     | 1er tour C. Mamiit    | -           | -                   | -        | -                   | -                       | -                                   | -                         |

N.B. : sous le résultat se trouve le nom de l’ultime adversaire.